# Kailarsenia lineata
Kailarsenia lineata är en måreväxtart som först beskrevs av William Grant Craib, och fick sitt nu gällande namn av Deva D. Tirvengadum. Kailarsenia lineata ingår i släktet Kailarsenia och familjen måreväxter.
Artens utbredningsområde är Thailand. Inga underarter finns listade i Catalogue of Life.